# Verbandsgemeinde Heidesheim am Rhein
La comunità amministrativa di Heidesheim am Rhein (Verbandsgemeinde Heidesheim am Rhein) era una comunità amministrativa della Renania-Palatinato, in Germania.
Faceva parte del circondario di Magonza-Bingen.
A partire dal 1º luglio 2019 è stata soppressa, i comuni che ne facevano parte sono stati incorporati nella città di Ingelheim am Rhein.

## Suddivisione
Comprendeva 2 comuni:
1. Heidesheim am Rhein
2. Wackernheim

Il capoluogo era Heidesheim am Rhein.